# Presnel Kimpembe
Presnel Kimpembe (Beaumont-sur-Oise, 13 agosto 1995) è un calciatore francese, difensore del Paris Saint-Germain. Con la nazionale francese è diventato campione del mondo nel 2018 e ha vinto la UEFA Nations League 2020-2021.

## Biografia
Nato in Francia, ha origini congolesi da parte del padre e haitiane da parte della madre.

## Caratteristiche tecniche
Difensore centrale mancino, dotato di buona tecnica, forte fisicamente, abile palla al piede e nell'impostare l'azione dalla difesa, può giocare all'occorrenza come terzino sinistro.

## Carriera

### Club
Kimpembe ha iniziato a giocare nelle giovanili dell'AS Éragny finché nel 2005 è passato al centro di formazione del Paris SG. Con la squadra giovanile parigina ha partecipato all'UEFA Youth League 2013-2014, nella quale conta 7 partite disputate. Ha raggiunto assieme alla squadra i quarti di finale dove sono stati battuti dal Real Madrid per 1-0. Il 12 agosto 2014 è stato convocato da Laurent Blanc per disputare l'incontro di Supercoppa contro il Guingamp, nel quale comunque non è sceso in campo.
Il debutto con la prima squadra è giunto nella decima giornata di campionato contro il Lens, rimpiazzando al 75º minuto l'italiano Thiago Motta. Il giovane difensore firma il suo primo contratto professionistico il 17 marzo 2015, prolungando la sua durata fino al 2018. Nella stagione 2015-16 ha preso parte a 9 uscite tra campionato e coppa.
Nella stagione 2016-2017 gioca le prime tre partite di campionato da titolare affiancando David Luiz in quanto Thiago Silva ha subito un infortunio e Marquinhos è stato impiegato dalla Nazionale olimpica brasiliana. Prende parte anche alla Supercoppa di Francia, ma questa volta da titolare. Il nuovo allenatore Unai Emery dimostra fiducia in lui scegliendolo come sostituto del partente David Luiz.
Il 12 febbraio 2019 realizza il suo primo gol in carriera nell'andata degli ottavi di Champions League contro il Manchester United all'Old Trafford, sbloccando la partita che finirà 2-0 per i parigini.

### Nazionale
Prende parte al Torneo di Tolone 2015 giocando con la nazionale Under-21 francese. Nell'ottobre 2016 è stato chiamato dal commissario tecnico francese Didier Deschamps per la prima volta nella nazionale maggiore in sostituzione dell'infortunato Eliaquim Mangala per le partite di qualificazione al campionato mondiale 2018 contro Bulgaria e Paesi Bassi.
Esordisce in nazionale il 27 marzo 2018 nell'amichevole contro la Russia. Viene convocato per i Mondiali di Russia 2018, in cui esordisce nella partita dei gironi contro la Danimarca. Il 15 luglio si laurea campione del mondo in seguito alla vittoria dei francesi sulla Croazia di 4-2. Il 10 ottobre 2021 alza al cielo la coppa della Nations League dopo la finale vinta 2-1 con la Spagna di Luis Enrique

## Statistiche

### Presenze e reti nei club
Statistiche aggiornate al 20 maggio 2025.
| Stagione                     | Squadra                      | Campionato                   | Campionato | Campionato | Coppe nazionali | Coppe nazionali | Coppe nazionali | Coppe continentali | Coppe continentali | Coppe continentali | Altre coppe | Altre coppe | Altre coppe | Totale | Totale |
| Stagione                     | Squadra                      | Comp                         | Pres       | Reti       | Comp            | Pres            | Reti            | Comp               | Pres               | Reti               | Comp        | Pres        | Reti        | Pres   | Reti   |
| ---------------------------- | ---------------------------- | ---------------------------- | ---------- | ---------- | --------------- | --------------- | --------------- | ------------------ | ------------------ | ------------------ | ----------- | ----------- | ----------- | ------ | ------ |
| 2013-2014                    | Paris Saint-Germain 2        | CFA                          | 4          | 0          | -               | -               | -               | -                  | -                  | -                  | -           | -           | -           | 4      | 0      |
| 2014-2015                    | Paris Saint-Germain 2        | CFA                          | 23         | 0          | -               | -               | -               | -                  | -                  | -                  | -           | -           | -           | 23     | 0      |
| 2015-2016                    | Paris Saint-Germain 2        | CFA                          | 13         | 1          | -               | -               | -               | -                  | -                  | -                  | -           | -           | -           | 13     | 1      |
| 2016-2017                    | Paris Saint-Germain 2        | CFA                          | 1          | 0          | -               | -               | -               | -                  | -                  | -                  | -           | -           | -           | 1      | 0      |
| Totale Paris Saint-Germain 2 | Totale Paris Saint-Germain 2 | Totale Paris Saint-Germain 2 | 41         | 1          |                 | -               | -               |                    | -                  | -                  |             | -           | -           | 41     | 1      |
| 2014-2015                    | Paris Saint-Germain          | L1                           | 1          | 0          | CF+CdL          | 0               | 0               | UCL                | 0                  | 0                  | SF          | 0           | 0           | 1      | 0      |
| 2015-2016                    | Paris Saint-Germain          | L1                           | 6          | 0          | CF+CdL          | 2+1             | 0               | UCL                | 0                  | 0                  | SF          | 0           | 0           | 9      | 0      |
| 2016-2017                    | Paris Saint-Germain          | L1                           | 19         | 0          | CF+CdL          | 4+3             | 0               | UCL                | 1                  | 0                  | SF          | 1           | 0           | 28     | 0      |
| 2017-2018                    | Paris Saint-Germain          | L1                           | 28         | 0          | CF+CdL          | 4+3             | 0               | UCL                | 3                  | 0                  | SF          | 0           | 0           | 38     | 0      |
| 2018-2019                    | Paris Saint-Germain          | L1                           | 24         | 0          | CF+CdL          | 3+1             | 0               | UCL                | 8                  | 1                  | SF          | -           | -           | 36     | 1      |
| 2019-2020                    | Paris Saint-Germain          | L1                           | 16         | 0          | CF+CdL          | 0+2             | 0               | UCL                | 10                 | 0                  | SF          | -           | -           | 28     | 0      |
| 2020-2021                    | Paris Saint-Germain          | L1                           | 28         | 0          | CF              | 0               | 0               | UCL                | 11                 | 0                  | SF          | 1           | 0           | 40     | 0      |
| 2021-2022                    | Paris Saint-Germain          | L1                           | 30         | 1          | CF              | 3               | 1               | UCL                | 7                  | 0                  | SF          | 1           | 0           | 41     | 2      |
| 2022-2023                    | Paris Saint-Germain          | L1                           | 11         | 0          | CF              | 0               | 0               | UCL                | 3                  | 0                  | SF          | 1           | 0           | 15     | 0      |
| 2023-2024                    | Paris Saint-Germain          | L1                           | 0          | 0          | CF              | 0               | 0               | UCL                | 0                  | 0                  | SF          | 0           | 0           | 0      | -      |
| 2024-2025                    | Paris Saint-Germain          | L1                           | 2          | 0          | CF              | 2               | 0               | UCL                | 1                  | 0                  | SF+Cmc      | 0+0         | 0+0         | 5      | 0      |
| Totale Paris Saint-Germain   | Totale Paris Saint-Germain   | Totale Paris Saint-Germain   | 165        | 1          |                 | 28              | 1               |                    | 44                 | 1                  |             | 4           | 0           | 241    | 3      |
| Totale carriera              | Totale carriera              | Totale carriera              | 206        | 2          |                 | 28              | 1               |                    | 44                 | 1                  |             | 4           | 0           | 282    | 4      |

### Cronologia presenze e reti in nazionale
| Cronologia completa delle presenze e delle reti in nazionale ― Francia | Cronologia completa delle presenze e delle reti in nazionale ― Francia | Cronologia completa delle presenze e delle reti in nazionale ― Francia | Cronologia completa delle presenze e delle reti in nazionale ― Francia | Cronologia completa delle presenze e delle reti in nazionale ― Francia | Cronologia completa delle presenze e delle reti in nazionale ― Francia | Cronologia completa delle presenze e delle reti in nazionale ― Francia | Cronologia completa delle presenze e delle reti in nazionale ― Francia |
| Data                                                                   | Città                                                                  | In casa                                                                | Risultato                                                              | Ospiti                                                                 | Competizione                                                           | Reti                                                                   | Note                                                                   |
| ---------------------------------------------------------------------- | ---------------------------------------------------------------------- | ---------------------------------------------------------------------- | ---------------------------------------------------------------------- | ---------------------------------------------------------------------- | ---------------------------------------------------------------------- | ---------------------------------------------------------------------- | ---------------------------------------------------------------------- |
| 27-3-2018                                                              | San Pietroburgo                                                        | Russia                                                                 | 1 – 3                                                                  | Francia                                                                | Amichevole                                                             | -                                                                      | 81’                                                                    |
| 28-5-2018                                                              | Saint-Denis                                                            | Francia                                                                | 2 – 0                                                                  | Irlanda                                                                | Amichevole                                                             | -                                                                      | 64’                                                                    |
| 26-6-2018                                                              | Mosca                                                                  | Danimarca                                                              | 0 – 0                                                                  | Francia                                                                | Mondiali 2018 - 1º turno                                               | -                                                                      |                                                                        |
| 11-10-2018                                                             | Guingamp                                                               | Francia                                                                | 2 – 2                                                                  | Islanda                                                                | Amichevole                                                             | -                                                                      |                                                                        |
| 16-10-2018                                                             | Saint-Denis                                                            | Francia                                                                | 2 – 1                                                                  | Germania                                                               | UEFA Nations League 2018-2019 - 1º turno                               | -                                                                      |                                                                        |
| 16-11-2018                                                             | Rotterdam                                                              | Paesi Bassi                                                            | 2 – 0                                                                  | Francia                                                                | UEFA Nations League 2018-2019 - 1º turno                               | -                                                                      |                                                                        |
| 20-11-2018                                                             | Saint-Denis                                                            | Francia                                                                | 1 – 0                                                                  | Uruguay                                                                | Amichevole                                                             | -                                                                      | 46’                                                                    |
| 25-3-2019                                                              | Saint-Denis                                                            | Francia                                                                | 4 – 0                                                                  | Islanda                                                                | Qual. Euro 2020                                                        | -                                                                      | 85’                                                                    |
| 17-11-2019                                                             | Tirana                                                                 | Albania                                                                | 0 – 2                                                                  | Francia                                                                | Qual. Euro 2020                                                        | -                                                                      |                                                                        |
| 5-9-2020                                                               | Solna                                                                  | Svezia                                                                 | 0 – 1                                                                  | Francia                                                                | UEFA Nations League 2020-2021 - 1º turno                               | -                                                                      |                                                                        |
| 11-10-2020                                                             | Saint-Denis                                                            | Francia                                                                | 0 – 0                                                                  | Portogallo                                                             | UEFA Nations League 2020-2021 - 1º turno                               | -                                                                      |                                                                        |
| 14-11-2020                                                             | Lisbona                                                                | Portogallo                                                             | 0 – 1                                                                  | Francia                                                                | UEFA Nations League 2020-2021 - 1º turno                               | -                                                                      |                                                                        |
| 17-11-2020                                                             | Saint-Denis                                                            | Francia                                                                | 4 – 2                                                                  | Svezia                                                                 | UEFA Nations League 2020-2021 - 1º turno                               | -                                                                      |                                                                        |
| 24-3-2021                                                              | Saint-Denis                                                            | Francia                                                                | 1 – 1                                                                  | Ucraina                                                                | Qual. Mondiali 2022                                                    | -                                                                      |                                                                        |
| 31-3-2021                                                              | Sarajevo                                                               | Bosnia ed Erzegovina                                                   | 0 – 1                                                                  | Francia                                                                | Qual. Mondiali 2022                                                    | -                                                                      |                                                                        |
| 2-6-2021                                                               | Nizza                                                                  | Francia                                                                | 3 – 0                                                                  | Galles                                                                 | Amichevole                                                             | -                                                                      |                                                                        |
| 8-6-2021                                                               | Saint-Denis                                                            | Francia                                                                | 3 – 0                                                                  | Bulgaria                                                               | Amichevole                                                             | -                                                                      |                                                                        |
| 15-6-2021                                                              | Monaco di Baviera                                                      | Francia                                                                | 1 – 0                                                                  | Germania                                                               | Euro 2020 - 1º turno                                                   | -                                                                      |                                                                        |
| 19-6-2021                                                              | Budapest                                                               | Ungheria                                                               | 1 – 1                                                                  | Francia                                                                | Euro 2020 - 1º turno                                                   | -                                                                      |                                                                        |
| 23-6-2021                                                              | Budapest                                                               | Portogallo                                                             | 2 – 2                                                                  | Francia                                                                | Euro 2020 - 1º turno                                                   | -                                                                      | 83’                                                                    |
| 28-6-2021                                                              | Bucarest                                                               | Francia                                                                | 3 – 3 dts (4 – 5 dtr)                                                  | Svizzera                                                               | Euro 2020 - Ottavi di finale                                           | -                                                                      |                                                                        |
| 1-9-2021                                                               | Strasburgo                                                             | Francia                                                                | 1 – 1                                                                  | Bosnia ed Erzegovina                                                   | Qual. Mondiali 2022                                                    | -                                                                      |                                                                        |
| 4-9-2021                                                               | Kiev                                                                   | Ucraina                                                                | 1 – 1                                                                  | Francia                                                                | Qual. Mondiali 2022                                                    | -                                                                      | 88’                                                                    |
| 7-9-2021                                                               | Décines-Charpieu                                                       | Francia                                                                | 2 – 0                                                                  | Finlandia                                                              | Qual. Mondiali 2022                                                    | -                                                                      | 90’                                                                    |
| 10-10-2021                                                             | Milano                                                                 | Spagna                                                                 | 1 – 2                                                                  | Francia                                                                | UEFA Nations League 2020-2021 - Finale                                 | -                                                                      |                                                                        |
| 29-3-2022                                                              | Villeneuve d'Ascq                                                      | Francia                                                                | 5 – 0                                                                  | Sudafrica                                                              | Amichevole                                                             | -                                                                      |                                                                        |
| 6-6-2022                                                               | Spalato                                                                | Croazia                                                                | 1 – 1                                                                  | Francia                                                                | UEFA Nations League 2022-2023 - 1º turno                               | -                                                                      | cap. 85’                                                               |
| 13-6-2022                                                              | Saint-Denis                                                            | Francia                                                                | 0 – 1                                                                  | Croazia                                                                | UEFA Nations League 2022-2023 - 1º turno                               | -                                                                      | cap.                                                                   |
| Totale                                                                 |                                                                        | Presenze                                                               | 28                                                                     |                                                                        | Reti                                                                   | 0                                                                      |                                                                        |

| Cronologia completa delle presenze e delle reti in nazionale ― Francia under 21 | Cronologia completa delle presenze e delle reti in nazionale ― Francia under 21 | Cronologia completa delle presenze e delle reti in nazionale ― Francia under 21 | Cronologia completa delle presenze e delle reti in nazionale ― Francia under 21 | Cronologia completa delle presenze e delle reti in nazionale ― Francia under 21 | Cronologia completa delle presenze e delle reti in nazionale ― Francia under 21 | Cronologia completa delle presenze e delle reti in nazionale ― Francia under 21 | Cronologia completa delle presenze e delle reti in nazionale ― Francia under 21 |
| Data                                                                            | Città                                                                           | In casa                                                                         | Risultato                                                                       | Ospiti                                                                          | Competizione                                                                    | Reti                                                                            | Note                                                                            |
| ------------------------------------------------------------------------------- | ------------------------------------------------------------------------------- | ------------------------------------------------------------------------------- | ------------------------------------------------------------------------------- | ------------------------------------------------------------------------------- | ------------------------------------------------------------------------------- | ------------------------------------------------------------------------------- | ------------------------------------------------------------------------------- |
| 5-9-2015                                                                        | Kópavogur                                                                       | Islanda under 21                                                                | 3 – 2                                                                           | Francia under 21                                                                | Qual. Europeo Under-21 2017                                                     | -                                                                               |                                                                                 |
| 12-11-2015                                                                      | Guingamp                                                                        | Francia under 21                                                                | 1 – 0                                                                           | Irlanda del Nord under 21                                                       | Qual. Europeo Under-21 2017                                                     | -                                                                               |                                                                                 |
| 15-11-2015                                                                      | Skopje                                                                          | Macedonia under 21                                                              | 2 – 2                                                                           | Francia under 21                                                                | Qual. Europeo Under-21 2017                                                     | -                                                                               |                                                                                 |
| 24-3-2016                                                                       | Angers                                                                          | Francia under 21                                                                | 2 – 0                                                                           | Scozia under 21                                                                 | Qual. Europeo Under-21 2017                                                     | -                                                                               |                                                                                 |
| 28-3-2016                                                                       | Le Mans                                                                         | Francia under 21                                                                | 1 – 1                                                                           | Macedonia under 21                                                              | Qual. Europeo Under-21 2017                                                     | -                                                                               |                                                                                 |
| 2-6-2016                                                                        | Venezia                                                                         | Italia under 21                                                                 | 1 – 0                                                                           | Francia under 21                                                                | Amichevole                                                                      | -                                                                               | cap.                                                                            |
| 2-9-2016                                                                        | Kiev                                                                            | Ucraina under 21                                                                | 1 – 0                                                                           | Francia under 21                                                                | Qual. Europeo Under-21 2017                                                     | -                                                                               | 43’                                                                             |
| 6-9-2016                                                                        | Caen                                                                            | Francia under 21                                                                | 2 – 0                                                                           | Islanda under 21                                                                | Qual. Europeo Under-21 2017                                                     | -                                                                               |                                                                                 |
| 14-11-2016                                                                      | Bondoufle                                                                       | Francia under 21                                                                | 3 – 2                                                                           | Inghilterra under 21                                                            | Amichevole                                                                      | -                                                                               | cap. 80’                                                                        |
| Totale                                                                          |                                                                                 | Presenze                                                                        | 9                                                                               |                                                                                 | Reti                                                                            | 0                                                                               |                                                                                 |

| Cronologia completa delle presenze e delle reti in nazionale ― Francia under 20 | Cronologia completa delle presenze e delle reti in nazionale ― Francia under 20 | Cronologia completa delle presenze e delle reti in nazionale ― Francia under 20 | Cronologia completa delle presenze e delle reti in nazionale ― Francia under 20 | Cronologia completa delle presenze e delle reti in nazionale ― Francia under 20 | Cronologia completa delle presenze e delle reti in nazionale ― Francia under 20 | Cronologia completa delle presenze e delle reti in nazionale ― Francia under 20 | Cronologia completa delle presenze e delle reti in nazionale ― Francia under 20 |
| Data                                                                            | Città                                                                           | In casa                                                                         | Risultato                                                                       | Ospiti                                                                          | Competizione                                                                    | Reti                                                                            | Note                                                                            |
| ------------------------------------------------------------------------------- | ------------------------------------------------------------------------------- | ------------------------------------------------------------------------------- | ------------------------------------------------------------------------------- | ------------------------------------------------------------------------------- | ------------------------------------------------------------------------------- | ------------------------------------------------------------------------------- | ------------------------------------------------------------------------------- |
| 27-5-2015                                                                       | Besançon                                                                        | Stati Uniti under 20                                                            | 1 – 3                                                                           | Francia under 20                                                                | Torneo di Tolone 2015 - 1º turno                                                | -                                                                               |                                                                                 |
| 29-5-2015                                                                       | Hyères                                                                          | Qatar under 20                                                                  | 0 – 2                                                                           | Francia under 20                                                                | Torneo di Tolone 2015 - 1º turno                                                | -                                                                               |                                                                                 |
| 2-6-2015                                                                        | Aubagne                                                                         | Francia under 20                                                                | 2 – 1                                                                           | Costa Rica under 20                                                             | Torneo di Tolone 2015 - 1º turno                                                | -                                                                               |                                                                                 |
| 4-6-2015                                                                        | Besançon                                                                        | Francia under 20                                                                | 4 – 0                                                                           | Paesi Bassi under 20                                                            | Torneo di Tolone 2015 - 1º turno                                                | -                                                                               |                                                                                 |
| 7-6-2015                                                                        | Tolone                                                                          | Francia under 20                                                                | 3 – 1                                                                           | Marocco under 20                                                                | Torneo di Tolone 2015 - Finale                                                  | -                                                                               | 1º posto                                                                        |
| Totale                                                                          |                                                                                 | Presenze                                                                        | 5                                                                               |                                                                                 | Reti                                                                            | 0                                                                               |                                                                                 |

| Cronologia completa delle presenze e delle reti in nazionale ― RD del Congo under 21 | Cronologia completa delle presenze e delle reti in nazionale ― RD del Congo under 21 | Cronologia completa delle presenze e delle reti in nazionale ― RD del Congo under 21 | Cronologia completa delle presenze e delle reti in nazionale ― RD del Congo under 21 | Cronologia completa delle presenze e delle reti in nazionale ― RD del Congo under 21 | Cronologia completa delle presenze e delle reti in nazionale ― RD del Congo under 21 | Cronologia completa delle presenze e delle reti in nazionale ― RD del Congo under 21 | Cronologia completa delle presenze e delle reti in nazionale ― RD del Congo under 21 |
| Data                                                                                 | Città                                                                                | In casa                                                                              | Risultato                                                                            | Ospiti                                                                               | Competizione                                                                         | Reti                                                                                 | Note                                                                                 |
| ------------------------------------------------------------------------------------ | ------------------------------------------------------------------------------------ | ------------------------------------------------------------------------------------ | ------------------------------------------------------------------------------------ | ------------------------------------------------------------------------------------ | ------------------------------------------------------------------------------------ | ------------------------------------------------------------------------------------ | ------------------------------------------------------------------------------------ |
| 12-10-2014                                                                           | Bad Erlach                                                                           | Austria under 21                                                                     | 3 – 0                                                                                | RD del Congo under 21                                                                | Amichevole                                                                           | -                                                                                    |                                                                                      |
| Totale                                                                               |                                                                                      | Presenze                                                                             | 1                                                                                    |                                                                                      | Reti                                                                                 | 0                                                                                    |                                                                                      |

## Palmarès

### Club

#### Competizioni nazionali
- Campionato francese: 9

Paris Saint Germain: 2014-2015, 2015-2016, 2017-2018, 2018-2019, 2019-2020, 2021-2022, 2022-2023,  2023-2024, 2024-2025
- Coppa di Lega francese: 5

Paris Saint-Germain: 2014-2015, 2015-2016, 2016-2017, 2017-2018, 2019-2020
- Coppa di Francia: 8

Paris Saint-Germain: 2014-2015, 2015-2016, 2016-2017, 2017-2018, 2019-2020, 2020-2021, 2023-2024, 2024-2025
- Supercoppa francese: 7

Paris Saint-Germain: 2014, 2016, 2017, 2020, 2022, 2023, 2024

#### Competizioni internazionali
- UEFA Champions League: 1

Paris Saint-Germain: 2024-2025
- Supercoppa UEFA: 1

Paris Saint-Germain: 2025

### Nazionale

#### Competizioni giovanili
- Torneo di Tolone: 1

2015

#### Competizioni maggiori
- Campionato mondiale: 1

Russia 2018
- UEFA Nations League: 1

2020-2021